# Fortuna liga 2015/2016
Fortuna liga 2015/16 byla 23. ročníkem nejvyšší slovenské fotbalové soutěže. Podruhé nesla název Fortuna podle sponzora – sázkové kanceláře Fortuna. Účastnilo se 12 týmů, každý s každým hrál jednou na domácím hřišti a jednou na hřišti soupeře a pak se opakovala první část zápasů, takže se za sezónu odehrálo 33 kol. Mezi elitu se probojoval tým MFK Zemplín Michalovce, pro nějž to byl premiérový start v nejvyšší lize. Administrativně postoupilo i mužstvo MFK Skalica, nahradilo MFK Košice, které kvůli nesplnění finančních kritérií nedostalo licenci pro 1. ligu.
Mistrovský titul ze sezóny 2014/15 obhájil klub FK AS Trenčín, čímž se kvalifikoval do druhého předkola Ligy mistrů UEFA 2016/17. Do prvního předkola Evropské ligy UEFA 2016/17 se kvalifikovaly týmy na druhé až čtvrté pozici, tedy ŠK Slovan Bratislava, TJ Spartak Myjava a FC Spartak Trnava (čtvrtý Spartak Trnava díky triumfu mistrovského Trenčína i ve slovenském poháru).
Do 2. ligy sestoupil tým na 12. místě, čili MFK Skalica.

## Konečná tabulka
| Poř. | Tým                      | Z  | V  | R  | P  | VG | OG | B  |
| ---- | ------------------------ | -- | -- | -- | -- | -- | -- | -- |
| 1.   | FK AS Trenčín            | 33 | 26 | 3  | 4  | 73 | 28 | 81 |
| 2.   | ŠK Slovan Bratislava     | 33 | 20 | 9  | 4  | 50 | 25 | 69 |
| 3.   | TJ Spartak Myjava        | 33 | 18 | 6  | 9  | 41 | 33 | 60 |
| 4.   | FC Spartak Trnava        | 33 | 16 | 6  | 11 | 49 | 41 | 54 |
| 5.   | MŠK Žilina               | 33 | 14 | 6  | 13 | 58 | 46 | 48 |
| 6.   | MFK Ružomberok           | 33 | 12 | 9  | 12 | 42 | 41 | 45 |
| 7.   | DAC 1904 Dunajská Streda | 33 | 12 | 7  | 14 | 38 | 42 | 43 |
| 8.   | FO ŽP ŠPORT Podbrezová   | 33 | 10 | 7  | 16 | 43 | 46 | 37 |
| 9.   | FC ViOn Zlaté Moravce    | 33 | 7  | 10 | 16 | 38 | 57 | 31 |
| 10.  | FK Senica                | 33 | 7  | 9  | 17 | 30 | 48 | 30 |
| 11.  | MFK Zemplín Michalovce   | 33 | 7  | 8  | 18 | 32 | 55 | 29 |
| 12.  | MFK Skalica              | 33 | 6  | 6  | 21 | 30 | 62 | 24 |

Poznámky:
- Z = Odehrané zápasy; V = Vítězství; R = Remízy; P = Prohry; VG = Vstřelené góly; OG = Obdržené góly; B = Body

Legenda:
|  | druhé předkolo Ligy mistrů UEFA 2016/17 |
|  | první předkolo Evropské ligy 2016/17    |
|  | Sestup do 2. slovenské ligy             |

## Nejlepší střelci
Zdroj:
17 gólů
- Gino van Kessel (FK AS Trenčín)[7]

15 gólů
- / David Depetris (FC Spartak Trnava)
- Matúš Bero (FK AS Trenčín)

12 gólů
- Tamás Priskin (ŠK Slovan Bratislava)

11 gólů
- Léandre Tawamba (FC ViOn Zlaté Moravce)
- Peter Sládek (TJ Spartak Myjava)